# Sarah Gillis
Sarah Gillis född 1 januari 1994 i Palo Alto, är en amerikansk ingenjör och astronaut.

## Arbete
Sedan 2015 har hon haft flera olika ledande roller hos SpaceX.

## Rymdfärd
Den 10 september 2024 gjorde hon sin första rymdfärd, kallad Polaris Dawn. Under flygningen spelade hon violin och gjorde en rymdpromenad. Hon flög tillsamands med Jared Isaacman, Scott Poteet och Anna Menon.